# Szybcy i wściekli: Hobbs i Shaw
Szybcy i wściekli: Hobbs i Shaw (ang. Fast & Furious Presents: Hobbs & Shaw) – amerykański film akcji i science fiction z 2019 roku w reżyserii Davida Leitcha. Jest to spin off serii Szybcy i wściekli.

## Obsada
- Dwayne Johnson jako Luke Palagi Hobbs
- Jason Statham jako Deckard Shaw
- Idris Elba jako Brixton Lore
- Vanessa Kirby jako Hattie Shaw
- Eiza González jako Madam M
- Helen Mirren jako Magdalene

## Produkcja
W listopadzie 2015 roku, Vin Diesel ogłosił w wywiadzie dla magazynu Variety, że potencjalne spin-offy serii Szybcy i wściekli znajdują się na wczesnym etapie rozwoju. W październiku 2017 roku wytwórnia Universal Pictures oznajmiła, że powstanie spin-off skupiony na postaci Luke’a Hobbsa i Deckarda Shawa, a datę jego premiery wyznaczyła na 26 lipca 2019 roku. Scenariuszem zajął się Chris Morgan, który pracował nad poprzednimi filmami z serii. Magazyn Variety poinformował też, że Shane Black był rozważany jako reżyser filmu W lutym 2018 roku wstępne rozmowy na wyreżyserowanie filmu rozpoczął David Leitch, a kwietniu tego samego roku potwierdzono jego udział w projekcie.
Główne zdjęcia rozpoczęto 10 września 2018 roku w Londynie. Dwa tygodnie później do produkcji dołączył Dwayne Johnson, który zakończył właśnie zdjęcia do filmu Jungle Cruise. W październiku ekipa filmowa przeniosła się do Glasgow. Ponadto zdjęcia realizowano jeszcze w North Yorkshire oraz w Universal Studios.